# Ariosto Otero Reyes

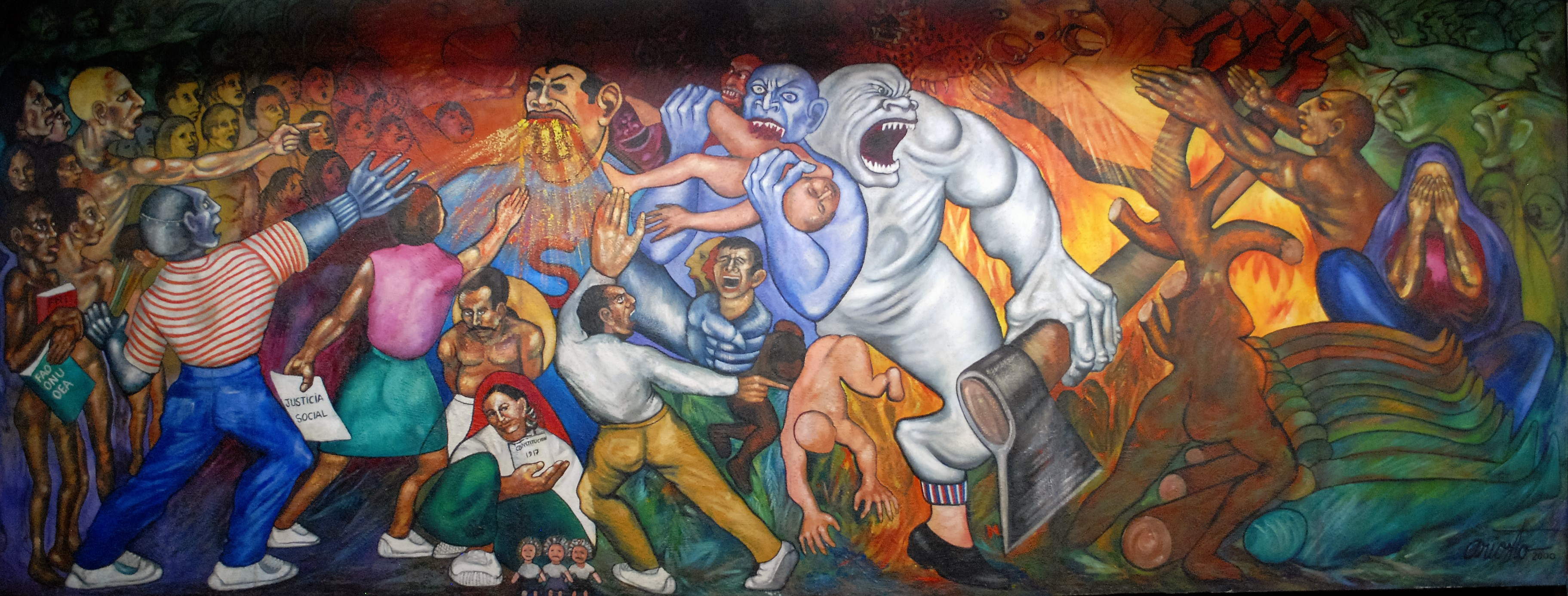
Monstruos de fin de milenio, uno de los múltiples murales que realizó en el Metro de la Ciudad de México.

Ariosto Otero Reyes es un muralista mexicano del siglo XX-XXI, reconocido principalmente por sus obras en Argentina, Colombia, Paraguay, Guatemala, y en particular por sus múltiples murales en el Metro de la Ciudad de México.

## Trayectoria
Otero Reyes es egresado de la Escuela Nacional de Artes Plásticas de San Carlos, donde estudió grabado, serigrafía, litografía, escultura en bronce y pintura mural; y de la Escuela Superior de Bellas Artes de San Fernando.
El primer mural de Otero Reyes fue realizado en 1980, en el Palacio Municipal de Amecameca, Estado de México.
En 2015 inauguró los murales Yamanja y Bribri en Costa Rica. El primero hace referencia a una deidad del pueblo Egba en el actual Nigeria. El segundo toma su nombre del pueblo Bribri, uno de los grupos étnicos más numerosos de Costa Rica.

Creemos profundamente en nuestro país, en sus raíces históricas, en la profundidad de su alma y con una conciencia enorme de que solamente el arte, la cultura y el pasado que nos cobija nos hará ser grandes mexicanos y la recuperación permanente de nuestra identidad nacional.

Otero Reyes ha sido un crítico de las problemáticas políticas de México, lo que le ha valido ser reconocido como "incómodo". Asimismo, ha actuado en pro de la conservación del muralismo y la promoción del patrimonio pictórico de México.; en esta pugna fundó la Asociación Civil Creadores del Arte Público y ha fungido como presidente de la Unión Latinoamericana de Muralistas y Creadores de Arte Monumental. Se ha pronunciado en pro de la defensa del agua y del mural como "una obra pública, del pueblo".

## Patrimonio de la Ciudad de México

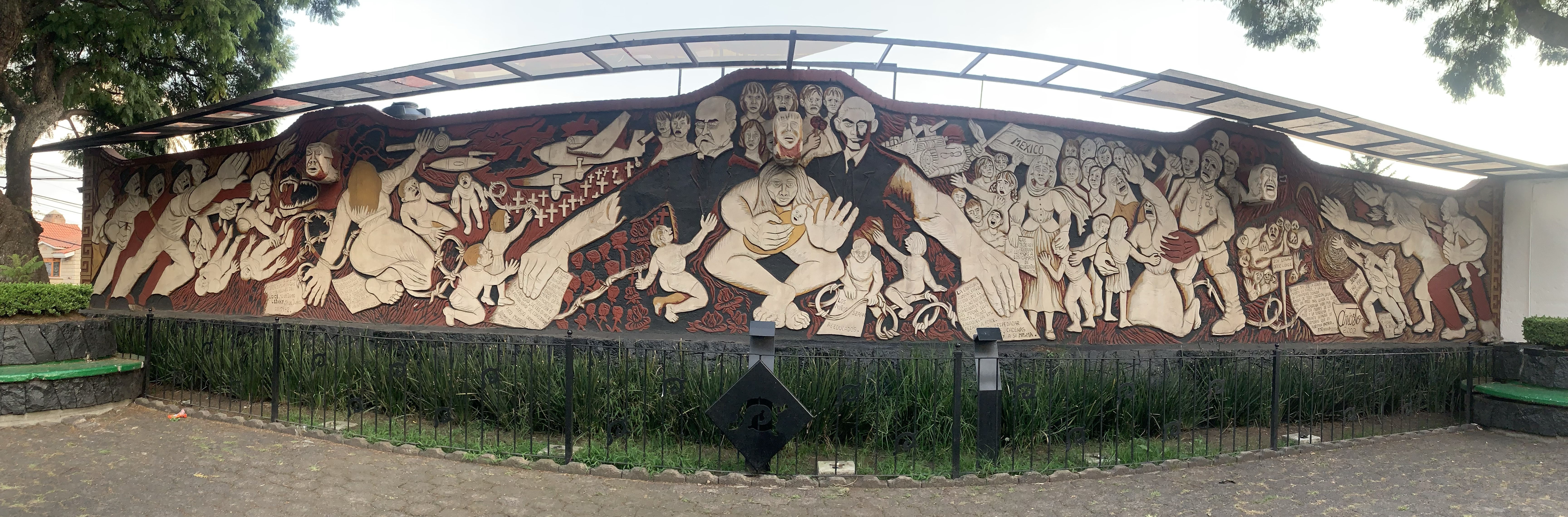
Campos de Muerte y Luz. 2002. Estuco al Grafito (esgrafiado) sobre muro, salientes de concreto. 22 x 3.00 mts, 70.mts². Plaza Lídice, Del. Magdalena Contreras, CDMX

En 2014, la Asamblea Legislativa de la Ciudad de México decidió reconocer la trayectoria de Ariosto Otero como Patrimonio Cultural de la Ciudad de México, específicamente las siguientes obras:
1. De Tenanitla a San Ángel, Mercado Melchor Muzquiz, Delegación Álvaro Obregón. Este mural es "como un viaje en el tiempo, del pasado al presente".[11]
2. La energía y el espíritu, Deportivo San Bernabé, Delegación Megdalena Contreras
3. Cantos del Pueblo, Edificio Juárez, Delegación Cuajimalpa
4. De las venas abiertas de la Patria, colonia Héroes de Padierna, Del. Magdalena Contreras
5. El viaje del siglo XX, Parque de la estación, Del. Magdalena Contreras
6. El campo no aguanta más, Edificio ejidal San Nicolás Totlalpan, Del. Magdalena Contreras
7. Los dioses del agua, Del. Magdalena Contreras
8. Salmos para el Medio Oriente, casa popular, Del. Magdalena Contreras Salmos para el medio oriente, obra de Ariosto Otero
9. Campos de Muerte y Luz, Plaza Lidice, Del. Magdalena Contreras
10. Homenaje a un demócrata, Salvador Allende, colonia Héroes de Padierna, Del. Magdalena Contreras
11. Canto a Juárez, Plaza Juárez, Del. Magdalena Contreras
12. Gran círculo de obreros libres, explanada delegacional, Del. Magdalena Contreras
13. Identidad y esclavismo, explanada delegacional, Del. Magdalena Contreras
14. El Teutli, Biblioteca Quintil, Delegación Milpa Alta
15. Mito y realidad, Centro de Integración y Apoyo a la Mujer, Del. Magdalena Contreras
16. Adicciones, Escuela Rep. de Gambia, Del. Magdalena Contreras
17. Cultura y educación, Biblioteca del Foro Cultural, Del. Magdalena Contreras
18. Fuera máscaras, módulo de transporte público del mercado turístico, Del. Magdalena Contreras
19. Los pueblos no guardan memoria, estación Xola del Sistema de Transporte Colectivo Metro
20. Monstruos de fin de milenio, estación La Raza del Sistema de Transporte Colectivo Metro
21. Los hilados, estación Revolución del Sistema de Transporte Colectivo Metro
22. Cuando murió el Tren, Antigua estación del tren México-Cuernavaca, Del. Magdalena Contreras
23. La naturaleza es vida, Centro de Atención Social, Del. Magdalena Contreras
24. Vida y Ecología, escuela del Centro de Atención Social, Del. Magdalena Contreras
25. Los monjes y las súplicas, Parque de los Monjes, Del. Álvaro Obregón
26. Mamut, Parque el Pirul, Del. Álvaro Obregón